# Кристианстед
Кристианстед (англ. Christiansted) — населённый пункт американских Виргинских островов, расположенный в центральной части острова Санта-Крус. Является одним из крупнейших портов данной территории. Порт был основан осенью 1734 года, когда датская Вест-Индийская компания купила остров у французов, в качестве столицы острова. В период 1754–1871 гг. Кристианстед был столицей датской колонии на Виргинских островах.

## История
К моменту продажи островов на месте будущего Кристианстеда существовало французское поселение. В 1733 году датская Вест-Индская компания выкупила у французской Вест-Индской компании остров Санта-Крус за 750 000 ливров. Договор о передаче островов был подписан 15 июня в Копенгагене. Первым губернатором Санта-Крус стал Фредерик Мот. 11 июня 1734 года корабль Unity с инструкциями и прочими приказами из Копенгагена прибыл на Сент-Томас. Тогда же Мот посетил Санта-Крус и принял решение создать поселение в северной части современного Кристианстеда. 6 сентября поселение, получившее название Кристианстед, было основано основан, над островом был поднят датский флаг. Впоследствии Мот создал план города, были спланированы улицы, установлен ряд строительных ограничений и введен ряд кодексов. Также был заложен форт Кристиансваэрн для защиты города от нападений.

## Известные жители
- Бенджамин Джуда — американский политический деятель и адвокат, занимавший руководящие посты в правительстве Конфедеративных штатов Америки.
- Александр Гамильтон — американский политик, видный деятель Американской революции.
- Тим Данкан — баскетболист, выступавший за клуб НБА «Сан-Антонио Спёрс».